# Широколанівка
Широколані́вка (в минулому — Ландау, Ландава, Карла Лібкнехта) — село в Україні, у Степівській сільській громаді Миколаївського району, Миколаївської області. Населення становить 1833 особи.

## Символіка
Затверджена 27 квітня 2023р. рiшенням №9 сесії сільської ради. Автори - В.Дробний, І.Д.Янушкевич, А.Прилипа.

### Герб
Щит розділений перекинуто-вилоподібно. У першому червоному полі Богородиця у золотому вбранні, з німбом і обличчям тілесного кольору, яка тримає срібну хустку-омофор із золотими хрестами на полотні. У другому зеленому полі срібний костел із золотими покрівлею і брамою. У третьому лазуровому полі золоте гроно винограду на стеблі із листям, обабіч якого дві однакові муровані срібні криниці, з яких витікає потік води.

## =Прапор
Квадратне полотнище поділене у косий хрест на чотири поля. Верхнє поле сине, нижнє - жовте. У протилежних зелених бокових полях - по жовтому пшеничному колоску у стовп.

## Історія
Станом на 1886 у німецькій колонії, центрі Ландауської волості Одеського повіту Херсонської губернії, мешкала 3761 особа, налічувалось 275 дворових господарств, існували римо-католицька церква, школа, земська станція, аптека, 5 лавок, винний склад, 5 гончарних заводів та 7 різних майстерень, відбувалось 2 щорічних ярмарки.
7 (20) листопада 1917 року, відповідно до Третього Універсалу Української Центральної Ради, увійшло до складу Української Народної Республіки.  
З 30 квітня 1925 року до 5 березня 1939 року селище Карла Лібкнехта було центром Карл-Лібкнехтівського (до травня 1926 — Ландауського) німецького національного району. Тоді це було велике селище. Його населення 1930 сягнуло 6 330 осіб. У ньому діяли початкова школа, 2 семирічки, радіоустановка, 3 промислові заклади з 41 робітником.
8 серпня 1945 утворений Широколанівський район, село Карла Лібкнехта перейменовано в село Широколанівка, Карло-Лібкнехтівська сільська рада — в Широколанівську.
08.08.1945–07.06.1957 — райцентр Широколанівського району.
У селі діє храм Різдва Пресвятої Богородиці (ПЦУ).

## Населення

### Мова
Розподіл населення за рідною мовою за даними перепису 2001 року:
| Мова            | Кількість | Відсоток |
| --------------- | --------- | -------- |
| українська      | 1733      | 94.54%   |
| російська       | 70        | 3.82%    |
| румунська       | 24        | 1.31%    |
| циганська       | 4         | 0.22%    |
| інші/не вказали | 2         | 0.11%    |
| Усього          | 1833      | 100%     |